# 台湾三角槭
台湾三角楓（学名：Acer buergerianum var. formosanum）為無患子科楓屬下三角枫的一个变种，舊歸類于槭樹科槭屬 ，分佈於臺灣。

## 扩展阅读
- 維基物種上的相關：台湾三角槭